# Бени (река)
Бе́ни (исп. Río Beni) — река в северной части Боливии, левая составляющая Мадейры.
Длина реки по данным Большой Российской энциклопедии — 1500 км, по данным Британской энциклопедии — 1600 км. Площадь бассейна 266 000 км². Среднегодовой расход воды в устье 6200 м³/с. Средняя глубина реки около 9 метров, максимальная глубина 21,3 метра. Средняя ширина реки 400 метров, максимальная ширина 1069 метров.
Река Бени на протяжении своего пути имеет сложную гидрографию, часто изменяет направление и имеет много порогов. Река судоходна на 350 км от города Рурренабаке до водопада Эсперанса (в 29 км выше устья).
На границе с Бразилией река Бени вместе с другими реками Маморе и Мадре-де-Дьос образует реку Мадейру, которая, в свою очередь, впадает в Амазонку.
Существует проект строительства гидроэлектростанции на реке в ущелье Ангосто дель Бала.
На берегах реки в 1981 году разворачиваются события автобиографического романа «Джунгли: невероятная и подлинная история выживания» Йосси Гинсберга и последующей его киноадаптации 2017 года — фильма «Джунгли».

## Галерея

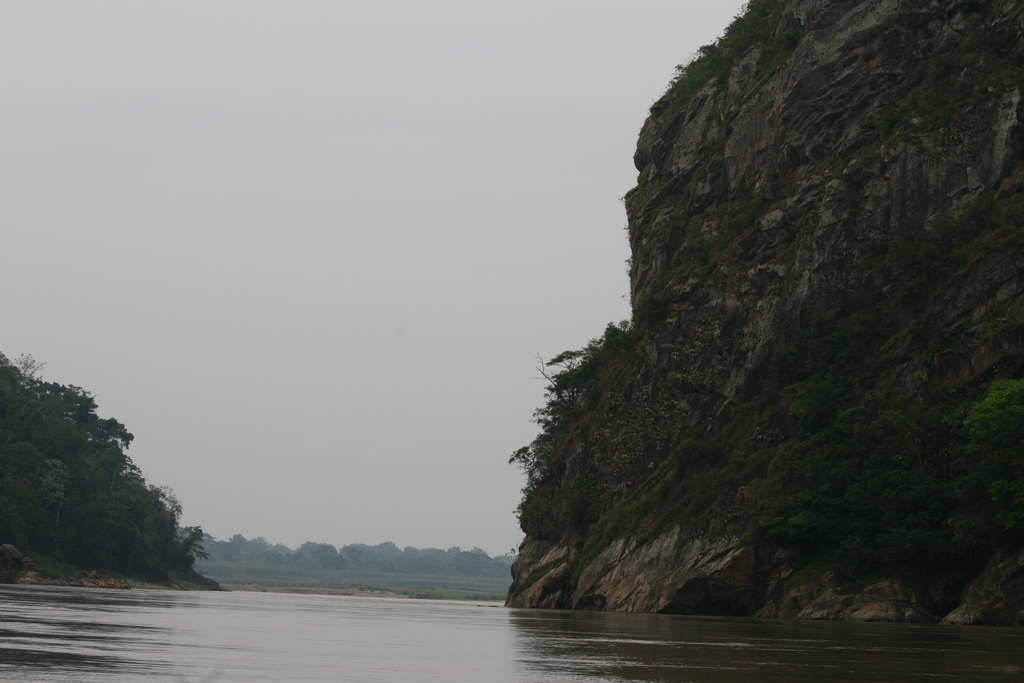
Ущелье Ангосто дель Бала
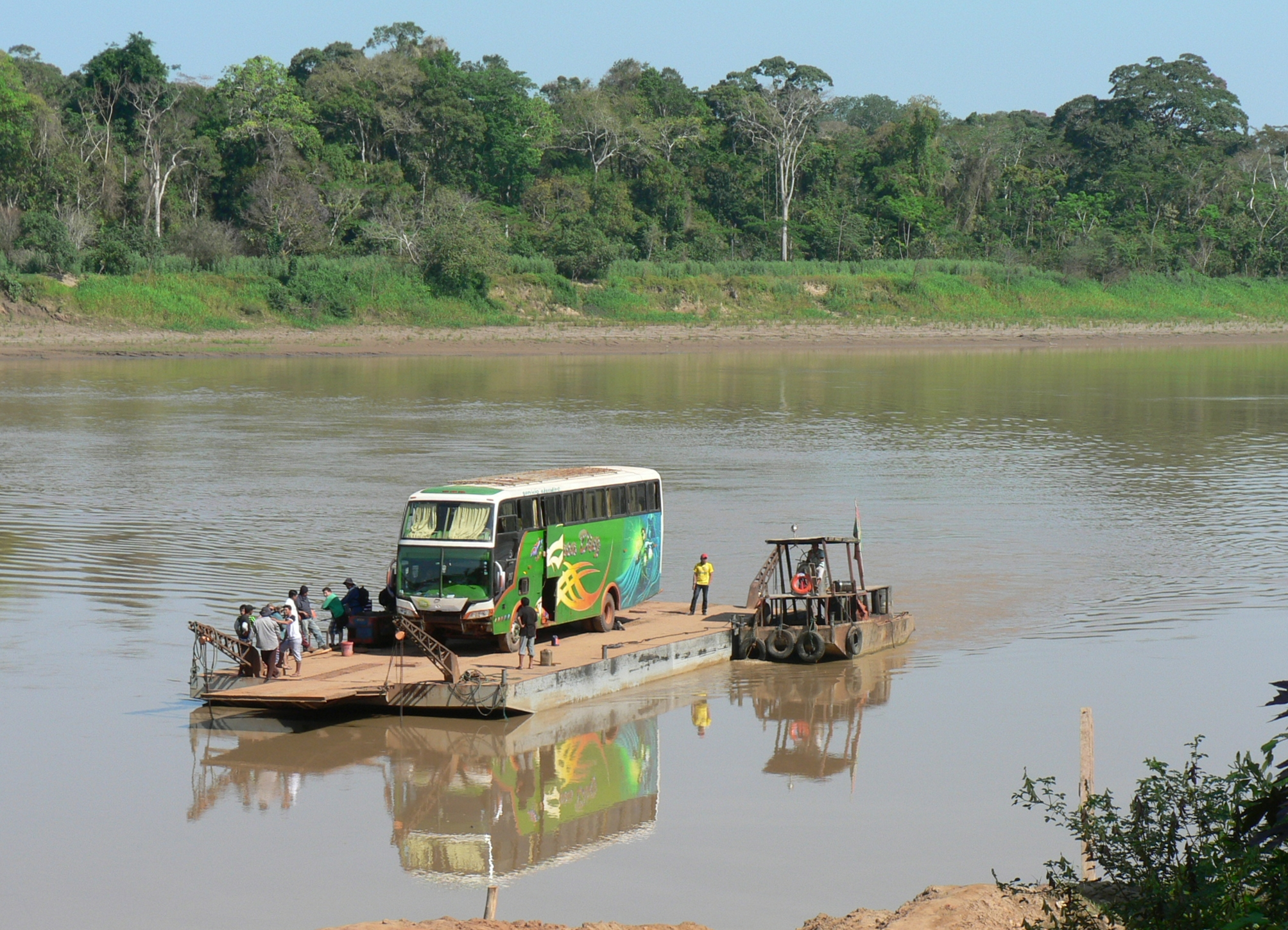
Бени вблизи Риберальте
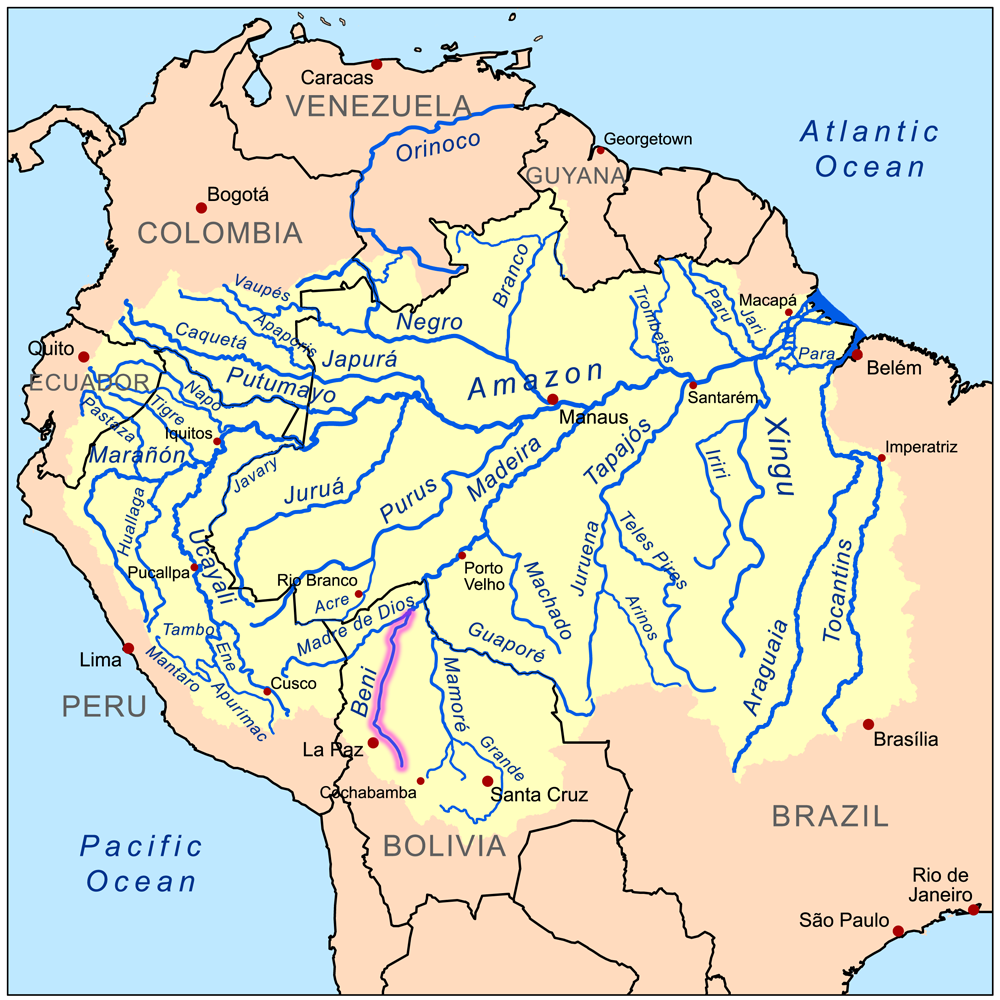
Бени на карте Амазонии